# Durag

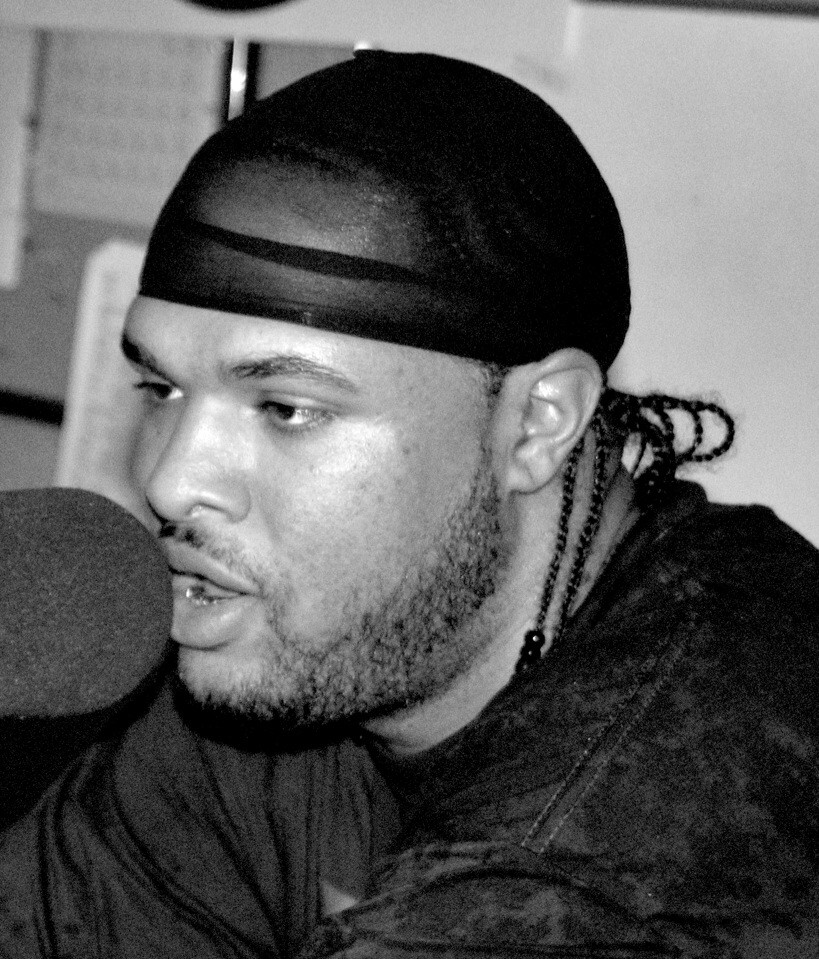
Rapper Slim Thug mit Durag

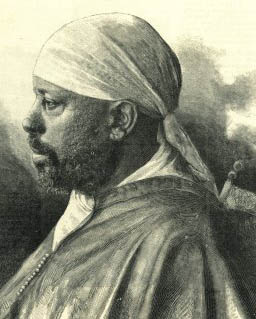
Menelik II. von Äthiopien mit Bandana

Ein Durag oder do-rag (auch head rag) ist ein Kopftuch, das hinten im Nacken gebunden wird.
Es kam ursprünglich auf, um die Frisur nach einer Haarbehandlung (hair-do) zu schützen. Seit 1966 ist es Teil der afro-amerikanischen Kultur. Das Durag wurde insbesondere durch Rapper und Filmschauspieler populär gemacht.

“pawn my brother's do-rag
to cop me a transparent thin bag”

“Still, Jemima do-head-ragged,
her 1920 mind was gagged”

Andere drei- oder viereckige Tücher, die um den Kopf gebunden werden, heißen Kerchief oder Bandana.